# Dalian Professional FC
Dalian Professional is een Chinese voetbalclub uit Dalian.

## Geschiedenis
De club werd in 2009 opgericht door de Dalian Aerbin Group als Dalian Aerbin en begon op het derde niveau. Na twee kampioenschappen op rij speelde de club in 2012 voor het eerst op het hoogste niveau. Na twee opeenvolgende vijfde plaatsen degradeerde de club in 2014. In juli 2015 veranderde de club van eigendom en ging verder onder de naam Dalian Yifang. In 2017 kon de club opnieuw promotie afdwingen naar de hoogste klasse. Voorafgaand aan het seizoen 2020 werd de naam gewijzigd in Dalian Professional.

## Erelijst
- Jia League

2011, 2017
- Yi League

2010

## Bekende (oud-)spelers
- Nashat Akram
- Niklas Backman
- Leon Benko
- Emmanuel Boateng
- Yannick Carrasco
- Nicolás Gaitán
- Marek Hamšík
- Seydou Keita
- Sam Larsson
- Modeste M'bami
- Fábio Rochemback
- Salomón Rondón
- Peter Utaka
- Almani Moreira

## Coaches
- Sun Xianlu: 2010
- Alexandre Stankov: 2011
- Chang Woe-Ryong: 2012